# Beautiful Liar
«Beautiful Liar» (укр. «Прекрасний брехун») — сингл співачок Бейонсе та Шакіри з альбому «B'Day», що вийшов 2007 року на лейблі Columbia.
Пісня стала одним з хітів 2007 року в Billboard Hot 100. Також «Beautiful Liar» отримала премії 2007 року MTV Video Music Awards за найкращий дует.

## Історія написання
Бейонсе підтвердила факт своєї співпраці з Шакірою в інтерв'ю для Univision у грудні 2006. В інтерв'ю для MTV вона розповіла як зустрічала Шакіру на врученні різних премій, і як вони домовилися про запис дуету. Під час запису перевидання альбому Бейонсе B'Day Шакіра перебувала на гастролях, проте співачки змогли знайти час для запису треку. Їх вокальні партії були записані окремо на різних студіях.

## Композиція
«Beautiful Liar» — пісня в стилі R&B, написана в соль мінор, в темпі 96 уд / хв. Вокальний діапазон Бейонсе в пісні — від Соль3 до Сі♭5.
Бейонсе пояснила, що «Beautiful Liar» — пісня про жіночу силу, і вона відповідає тематиці всього альбому. Героїні пісні зачаровані одним і тим самим чоловіком, але замість того, щоб боротися за нього, вони обидві погоджуються, що він цього не заслуговує: "… Ця пісня про хлопця, який грає з нами обома, і замість того, щоб сваритися через нього, ми говоримо: «Забудь його. Давай триматися разом. Він гарний брехун».

## Видання
«Beautiful Liar» вийшла в Інтернеті з безкоштовним завантаженням. Сингл вийшов 28 квітня 2007 року у Великій Британії і 15 травня 2007 в США.
«Beautiful Liar» отримала номінацію «Найкращий поп-дует» на 50-й премії Греммі. Іспанська версія пісні була номінована на Latin Grammy Awards у категорії пісня року. Сингл отримав Нагороду Айвор Новелло як найпродаваніший сингл Великої Британії в 2008 році .

## Позиції в чартах
«Beautiful Liar» дебютувала на 94 місці в Billboard Hot 100. Наступного тижня пісня виявилася вже на 3-му місці, і це стало рекордом чарту Hot 100, поки він не був побитий в 2008 році Брітні Спірс . У чарті Billboard Pop 100 сингл перестрибнув з 77 на 3 місце за тиждень. «Beautiful Liar» дебютувала на 1 місці чартів Billboard Hot Digital Tracks і Hot Digital Songs. У лютому 2009 року «Beautiful Liar» отримала статус платинового синглу: було продано більше мільйона копій.
Сингл займав 1 місця чартів 32 країн. За перший тиждень у Великій Британії було продано 37.500 завантажуваних копій синглу . Після виходу диска, сингл посів 1-ше місце у Великій Британії, ставши третім синглом Бейонсе і другим Шакіри, які зайняли такі високі позиції . 20 червня 2007 року сингл отримав статус срібного у Великій Британії, де було продано більше 200.000 копій .
В Австралії сингл посів 5 місце і став 51 м синглом в загальний річний чарті 2007 року . Там же сингл отримав статус платинового . «Beautiful Liar» дебютувала на 1 місці New Zealand Singles Chart .

## Відеокліп
Відеокліп для «Beautiful Liar» був знятий британським режисером Джейком Навої. Кліп був знятий за 2 дні. За ці короткі терміни багато хореографічних елементів не були відрепетирувані спеціально заздалегідь, більшу частину рухів придумала Шакіра, з використанням елементів східних танців .
У першій частині відео Бейонсе і Шакіра знаходяться окремо одна від одної. Спочатку їх обличчя закриті димом. У кліпі використовуються різні фони: захід, світанок, тканину, бамбук, кімнату з блакитним неоновим освітленням і фінальний фон грози. Зв'язують елементами кліпу танцювальні замальовки з використанням танцю живота, схожі зачіски співачок і чорні танцювальні костюми, які не змінюються протягом кліпу.
Кліп «Beautiful Liar» отримав номінацію BET Awards у 2007 році, але програв іншому кліпу Бейонсе «Irreplaceable». На церемонії MTV Video Music Awards «Beautiful Liar» здобув премію за найкращий дует .

## Список композицій
Сингл, США
1. «Beautiful Liar» (з Шакірою) — 3:21
2. «Beautiful Liar (Bello Embustero)» (іспанська версія) — 3:22
3. «Beautiful Liar (іспано-англійська версія)» (з Sasha Fierce a.k.a. Beyoncé) — 3:21
4. «Beautiful Liar (інструментальна версія)» — 3:19

Австралія
1. «Beautiful Liar» (з Шакірою) — 3:19
2. «Beautiful Liar (Freemasons Remix Edit)» (з Шакірою) — 3:27

Велика Британія
1. «Beautiful Liar» (з Шакірою) — 3:19
2. «Beautiful Liar (Freemasons Remix Edit)» (з Шакірою) — 3:27
3. «Irreplaceable (Maurice Joshua Remix Edit)» — 4:03
4. «Déjà Vu (Freemasons Radio Mix)» — 3:15
5. «Beautiful Liar» (Відео) — 3:34

## Ремікси
- Radio Mix/Radio Version
- Freemasons Radio Vox
- Freemasons Club Vox
- Freemasons Dub Vox
- Freemasons Club Edit
- Maurice Joshua New Main
- Maurice Joshua New Instrumental
- Karmatronic Remix
- Karmatronic Radio

## Чарти
| Чарт (2007)                             | Найвища позиція |
| --------------------------------------- | --------------- |
| Австралія (ARIA)                        | 5               |
| Австрія (Ö3 Austria Top 75)             | 2               |
| Бельгія (Ultratop Flanders)             | 2               |
| Бельгія (Ultratop Wallonia)             | 5               |
| Канада (Canadian Hot 100)               | 2               |
| Чехія (IFPI)                            | 8               |
| Данія (Tracklisten)                     | 4               |
| Європа (European Hot 100 Singles)       | 1               |
| Фінляндія (Suomen virallinen lista)     | 2               |
| Франція (SNEP)                          | 1               |
| Німеччина (Media Control AG)            | 1               |
| Угорщина (Rádiós Top 40)                | 1               |
| Угорщина (Single Top 40)                | 4               |
| Ірландія (IRMA)                         | 1               |
| Італія (FIMI)                           | 1               |
| Нідерланди (Mega Single Top 100)        | 1               |
| Нова Зеландія (RIANZ)                   | 1               |
| Норвегія (VG-lista)                     | 2               |
| Словаччина (IFPI)                       | 11              |
| Швеція (Sverigetopplistan)              | 6               |
| Швейцарія (Media Control AG)            | 1               |
| Велика Британія (UK Singles Chart)      | 1               |
| США (Billboard Hot 100)                 | 3               |
| США (Hot Dance Club Songs) (Billboard)  | 1               |
| США (Hot R&B/Hip-Hop Songs) (Billboard) | 70              |